# Jean-Claude Carpentier
Pour les articles homonymes, voir Carpentier.
Jean-Claude Carpentier est un homme politique belge, né le 20 janvier 1942 à Hyon (Mons) et mort le 18 septembre 2006 à Mons. Membre du Parti socialiste, il a été conseiller communal, président du C.P.A.S., échevin et bourgmestre faisant fonction de Mons, ainsi que conseiller provincial du Hainaut.

## Biographie
Originaire d'Hyon, il commence sa carrière comme apprenti dans un garage de Mons. Il décroche ensuite un diplôme en mécanique et électricité. Il crée en 1960 l'Alliance Cycliste Hyonnaise.
À partir de 1979, il travaille dans les cabinets de nombreux ministres socialistes (Bernard Anselme, Guy Mathot, Philippe Busquin, Robert Urbain, Charles Picqué, Laurette Onkelinx, Magda De Galan et Willy Taminiaux) où il tente de faire avancer les dossiers d'infrastructures hospitalières de la région montoise.
Jean-Claude Carpentier devient conseiller au C.P.A.S. de Mons de 1976 à 1985 avant d'en devenir le président de 1985 à 1995. En 1997, il entre au Collège échevinal de Mons : échevin du Budget, des Finances et de la Régie Foncière de 1997 à 2001, échevin du Logement, de la Mobilité et de la Régie Foncière de 2001 à 2005. Le 5 octobre 2005, Elio Di Rupo, devenu Ministre-président du gouvernement wallon, le nomme bourgmestre faisant fonction de la Ville de Mons. Un titre qu'il gardera jusqu'à son décès le 18 septembre 2006.
Une nouvelle aile de l'hôpital Ambroise Paré, dont il était le vice-président, portera son nom.